# 趙長
趙長（？—355年），五胡十六国時代前涼人物。
趙長在前涼担任司兵。346年，張駿去世，張重華即位，趙長被派往西郊，行迎秋儀式。
趙長諂媚張重華，怂恿他追求醇酒美人。因而得到张重华的寵愛，与尉緝共掌权势。
353年十月，张重华患病，他的庶兄長寧侯張祚密谋扰乱国家。趙長配合張祚，两人关系密切，结为异姓兄弟。酒泉郡太守謝艾向張重華上书：「权臣、佞臣专断，公室处于危机。長寧侯張祚、趙長将要為乱，应该把他们流放。」张重华不听。
十一月，张重华病情加重，任命谢艾为衛将軍、監中外諸軍事，让他辅佐儿子張耀灵。趙長、張祚将诏书藏匿。不久，张重华去世，張耀灵继位。趙長等人伪造了张重华的诏书，任命張祚为使持節、都督中外諸軍事、撫軍大将軍，辅佐張耀灵。趙長担任右長史。
十二月，趙長等建議：“時難尚未平息，宜立年长的君主。張耀灵年少，请立长宁侯。”張重華之母馬氏同意了，于是，張耀灵被废，張祚篡位。
354年正月，趙長等人劝进張祚即位，張祚在謙光殿自称为涼王。趙長以功績任領軍将軍。
355年七月，宗人河州刺史張瓘起兵反对張祚，八月，驃騎将軍宋混也响应。九月，宋混逼近姑臧，張瓘的弟弟張琚、儿子張嵩从内部响应，打开城门迎入宋混軍。趙長等人惧怕灾禍，打开宫门投奔宋混。入宫后觐见馬氏，到謙光殿，宣布废黜張祚，立張玄靚为主，试图为自己开脱罪责。却被入殿的将軍易揣等人擒杀。